# Amazona kawalli
El loro de garbes (Amazona kawalli) es una especie de loro del género Amazona que habita en las selvas amazónicas del Brasil y Colombia.

## Descripción original
Esta especie fue descrita por Rolf Grantsau y Hélio F. de Almeida Camargo en el año 1989, al ser durante años confundida con el loro harinoso amazónico (Amazona farinosa ) del cual, sin embargo, difiere por la notable banda blanca en la base del pico.

## Características
Esta especie tiene un largo total de 36 cm. Su característica principal es la presencia de un gran pliegue de piel de color blanco en la base del pico. El plumaje es predominantemente verde, adquiriendo un tono azulado en el cuello y el dorso, siendo de tonos amarillos el extremo de las alas y la punta de la cola. Las rémiges de las primarias son de color azul-violeta, mientras que las secundarias son de color rojo. Cuenta con una banda gris alrededor de los ojos, mientras que el iris es de color rojo.

## Distribución

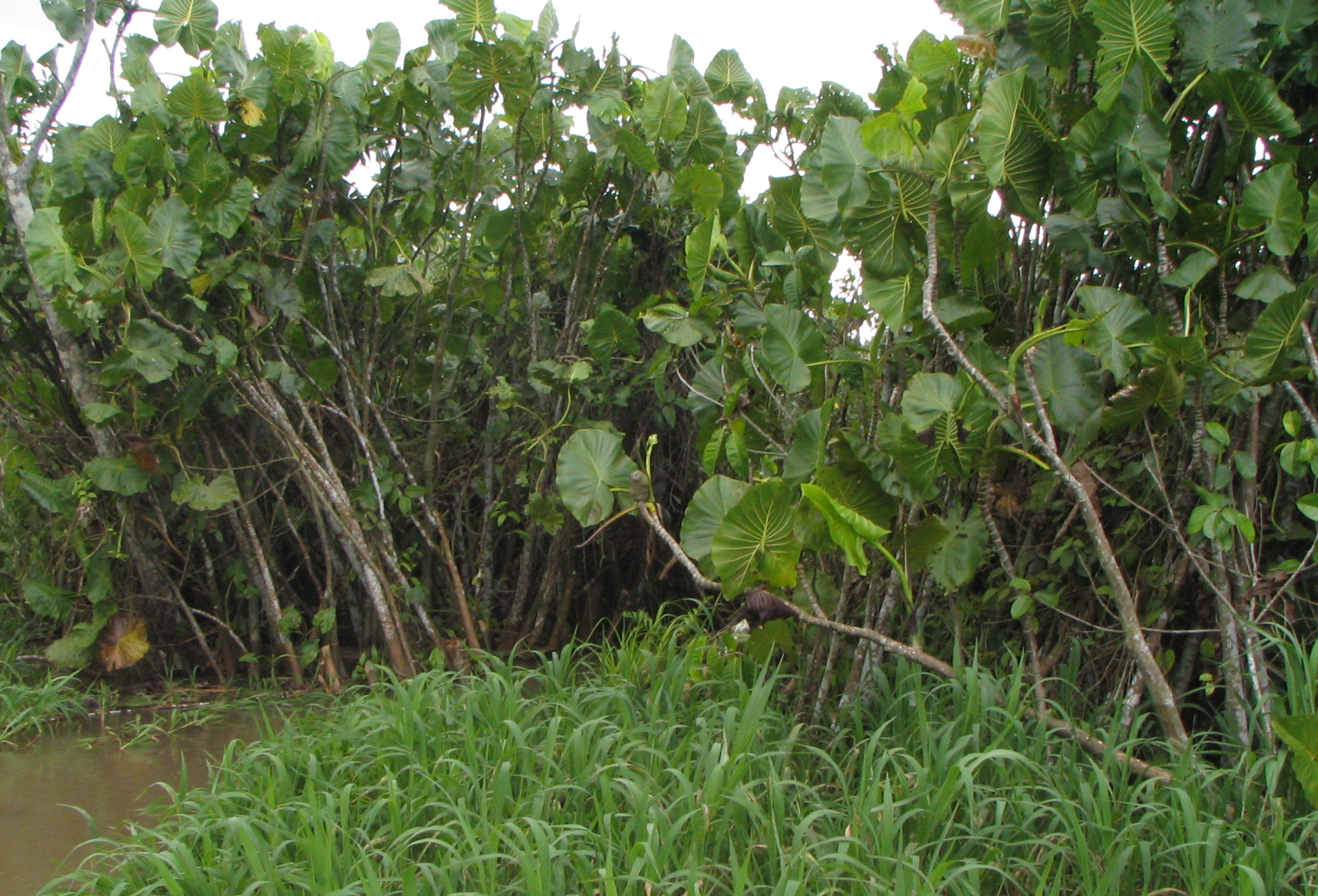
Bosque de várzea en la Amazonia brasileña, el hábitat de esta especie.

Esta especie es endémica de Brasil, fue registrada en algunas localidades del estado de Amazonas y la región al sur de Santarém de Pará.
Si bien parece estar confinado a la cuenca amazónica de Brasil en el Amazonas y Pará, existe previamente una ejemplar con la etiqueta «Colombia» el cual había sido erróneamente clasificado. Al ser una especie críptica y poco conocida, es posible que haya pasado desapercibida, por lo que es probable que tenga una distribución más amplia. Un ave encontrada cautiva en el borde del parque nacional de la Amazonia sugiere su presencia allí.

## Hábitat
Vive en las selvas de tierra firme y en altas cercanas a los ríos como las selvas de igapó, várzeas en llanuras de inundación, islas fluviales, y áreas abiertas arboladas. 

## Conservación
Esta especie fue clasificada por la IUCN como «Casi amenazada» (NT o LR/nt), la cual es una categoría próxima a la amenaza o con posibilidad de ser calificada en una categoría de mayor amenaza en un futuro próximo.